# Bilddatei
Eine Bilddatei ist in der Informationstechnik eine Datei, die zum Speichern, Bearbeiten, zur Datenübertragung und zur Wiedergabe von unbewegten Bildern als digitale Bilder dient.

## Arten
Unterschieden wurden ursprünglich zwei Standards:
- Die GKS-Bilddatei (Graphical Kernel System) war eine Protokolldatei, die Darstellungselemente und Attribute, Bildstruktur und dynamische Bildänderungen beschreibt.
- Der CGM (Computer Graphics Metafile) wird für die Speicherung und Übertragung umstrukturierter Bilder eingesetzt.

Mit GKS wurde erstmals eine Bilddatei definiert, jedoch ersetzt heute das CGM als Standard zur Definition einer Bilddatei die GKS vollständig.
Man unterscheidet grundsätzlich zwischen einer Rastergrafik, die aus Bildpunkten (Pixeln) zusammengesetzt ist, und einer Vektorgrafik, die mit grafischen Primitiven beschrieben wird.

## Dateiformate
Das Dateiformat definiert unter anderem Zugehörigkeit, Aufgabe und Klasse der Datei (Betriebssystemdatei oder Textdatei usw.). In welchem Dateiformat eine Datei gespeichert wurde, lässt sich an ihrer Dateinamenserweiterung erkennen (etwa „*.exe“ für ein ausführbares Computerprogramm oder „*.doc“ für eine Microsoft-Textdatei). Die wichtigsten Dateiformate für Bilddateien sind:
| Dateiformat                             | Dateiendung                |
| --------------------------------------- | -------------------------- |
| Autodesk Animator                       | *.flc                      |
| Windows Bitmap                          | *.bmp                      |
| CALS-Rastergrafik                       | *.cal, *.dcl, *.ras, *.mil |
| Graphics Interchange Format             | *.gif                      |
| JPEG-File-Interchange-Format-Bildformat | *.jpg, *.jpeg              |
| macOS Bildformat                        | *.PICT                     |
| Picture exchange Bildformat             | *.pcx                      |
| Portable Network Graphics               | *.png                      |
| Rohdatenformat                          | *.exif                     |
| Tagged Image File Format                | *.tif                      |
| Windows Metafile                        | *.wmf u. a.                |

Gängig sind auch EPS, CDR oder SVG für Vektorgrafiken. Bei Bilddateien einer Digitalkamera handelt es sich stets um Rastergrafiken.
Mit diesen Dateien können Texte, Rastergrafiken und Grafiken gespeichert werden.
Der Inhalt der Datei wurde entweder digital errechnet (siehe errechnetes Bild) oder durch Analog-Digital-Wandlung digitalisiert und kann daher vom menschlichen Betrachter unmittelbar weder als Bild erkannt noch als Text gelesen werden. Zur Visualisierung wird ein Wiedergabegerät benötigt, das den Inhalt wieder in analoge Daten zurückwandelt (sog. Digital-Analog-Wandlung); ein solches Gerät ist der Computer, der mit Hilfe einer Bildbetrachtungssoftware das Bild am Monitor visualisieren kann.

## Nutzung
Speichern
Das Speichern einer Bilddatei geschieht mit Hilfe eines Datenspeichers, der ein bestimmtes Dateiformat unterstützt. Dazu wird das Menü „Speichern“ ausgewählt, das für die Speicherung sorgt. Moderne Betriebssysteme ordnen über das Dateiformat Anwendungen zu, welche die Dateien interpretieren können.
Wiedergabe
Die Wiedergabe kann entweder auf einem Computer oder durch spezifische Wiedergabegeräte erfolgen. 
Datenübertragung
Die Datenübertragung über das Internet (durch Download bzw. Upload) ist kompliziert. Das Transmission Control Protocol (TCP) zerlegt eine zu versendende Bilddatei in einzelne kleinere Datenpakete und versendet diese getrennt voneinander über das Internet. Dabei kann ein Datenpaket verschiedene Knotenpunkte im Internet (wie Hostrechner, Server) durchlaufen, weil an jedem Knotenpunkt der optimale Weg für das Paket neu bestimmt wird. Da unterwegs die ursprüngliche Reihenfolge nicht eingehalten werden muss, hat das TCP auch die Aufgabe, die ursprüngliche Reihenfolge beim empfangenden Endgerät wiederherzustellen. Das Internet Protocol (IP) regelt die korrekte Adressierung der Datenpakete, damit die im Internet angeschlossenen Computer eindeutig identifiziert werden können. Die Datenübertragung der digitalen Daten beginnt mit dem Upload beim Absender und endet mit dem Download beim Empfänger.

## Bearbeitung
Die Veränderung von Bilddateien kann durch Bildbearbeitungsprogramme vorgenommen werden. Zur Verringerung der Dateigröße gibt es verschiedene Verfahren der Bildkompression, einer Form der Datenkompression. Die Bildkompression kann zu Datenverlusten führen, es gibt jedoch auch verlustfreie Bildkompression.